# Paulo Szot
Paulo Szot é um ator e cantor lírico brasileiro. Tornou-se conhecido no mundo anglófono ao protagonizar o musical South Pacific nos palcos da Broadway em Nova York e Barbican em Londres. Por este trabalho Szot consagrou-se como o primeiro brasileiro a ganhar um Tony Award, o maior prêmio do teatro norte-americano; além de concorrer ao Laurence Olivier Award, o maior prêmio do teatro britânico.
Em 2010, quando estreou no Metropolitan Opera em Nova York, tornou-se o primeiro cantor brasileiro a se apresentar nesse palco. Já se apresentou nas principais casas de ópera do mundo, entre elas Ópera Garnier de Paris e La Scala de Milão.

## Biografia
Nascido na capital paulista e criado na vizinha Ribeirão Pires. Iniciou sua educação musical aos cinco anos de idade, com aulas de piano, às quais somaram-se aulas de violino e balé clássico. Szot tinha, originalmente, a intenção de seguir a carreira de bailarino, porém, após uma contusão no joelho, aos 21 anos de idade, passou a se dedicar exclusivamente ao canto.
Estudou como bolsista na Universidade Jaguelônica, na Polônia, país do qual seus pais haviam emigrado para o Brasil depois da Segunda Guerra Mundial, e começou a cantar profissionalmente em 1990 com o Conjunto Nacional de Canto e Dança "Śląsk". Posteriormente, fez sua estréia operística como cantor profissional numa produção do Barbeiro de Sevilha, no Teatro Municipal de São Paulo, em 1997.
Desde então, já se apresentou com a  Metropolitan Opera, New York City Opera, San Francisco Opera, Canadian Opera Company, Grande Teatro do Liceu de Barcelona, Ópera Garnier de Paris, Ópera Nacional de Bordeaux, Ópera Municipal de Marseille, Opéra de Nice, entre outras, cantando  em  L'elisir d'amore, La bohème, Don Giovanni, Cavalleria rusticana, I pagliacci, Carmen, Così fan tutte, Le nozze di Figaro e Maria Golovin.
Recentemente passou a se dedicar também aos musicais; sua performance em South Pacific, em cartaz na Broadway, foi muito elogiada pela crítica. Paulo Szot ganhou os prêmios Drama Desk Award de Melhor Ator em Musical, Outer Critics Circle Award de Melhor Ator em Musical e o Tony Award de Melhor Performance de Ator Principal em Musical, e foi indicado para o Drama League Award por Performance de Destaque.
Em 2012 retorna ao prestigiado Café Carlyle, Metropolitan Opera, Carnegie Hall, estréia no Festival de Aix-En-Provence e retorna ao Brasil apresentando o ciclo de canções de Mahler- Rückert Lieder- em Belo Horizonte e na Sala São Paulo (TUCCA).
Em 2013 estréia no Teatro Alla Scala de Milão.
Em 2016 protagoniza My Fair Lady, no Teatro Santander, em São Paulo, seu primeiro musical no Brasil.
Em 2022 voltou ao Brasil para estrelar a segunda produção do musical Chicago, realizado no Teatro Santander. No musical, interpretou Billy Flynn, mesmo papel que desempenhou na versão da Broadway. Mais tarde, no mesmo ano, interpretou Lance Du Bois na temporada de Toronto e da Broadway do musical & Juliet.

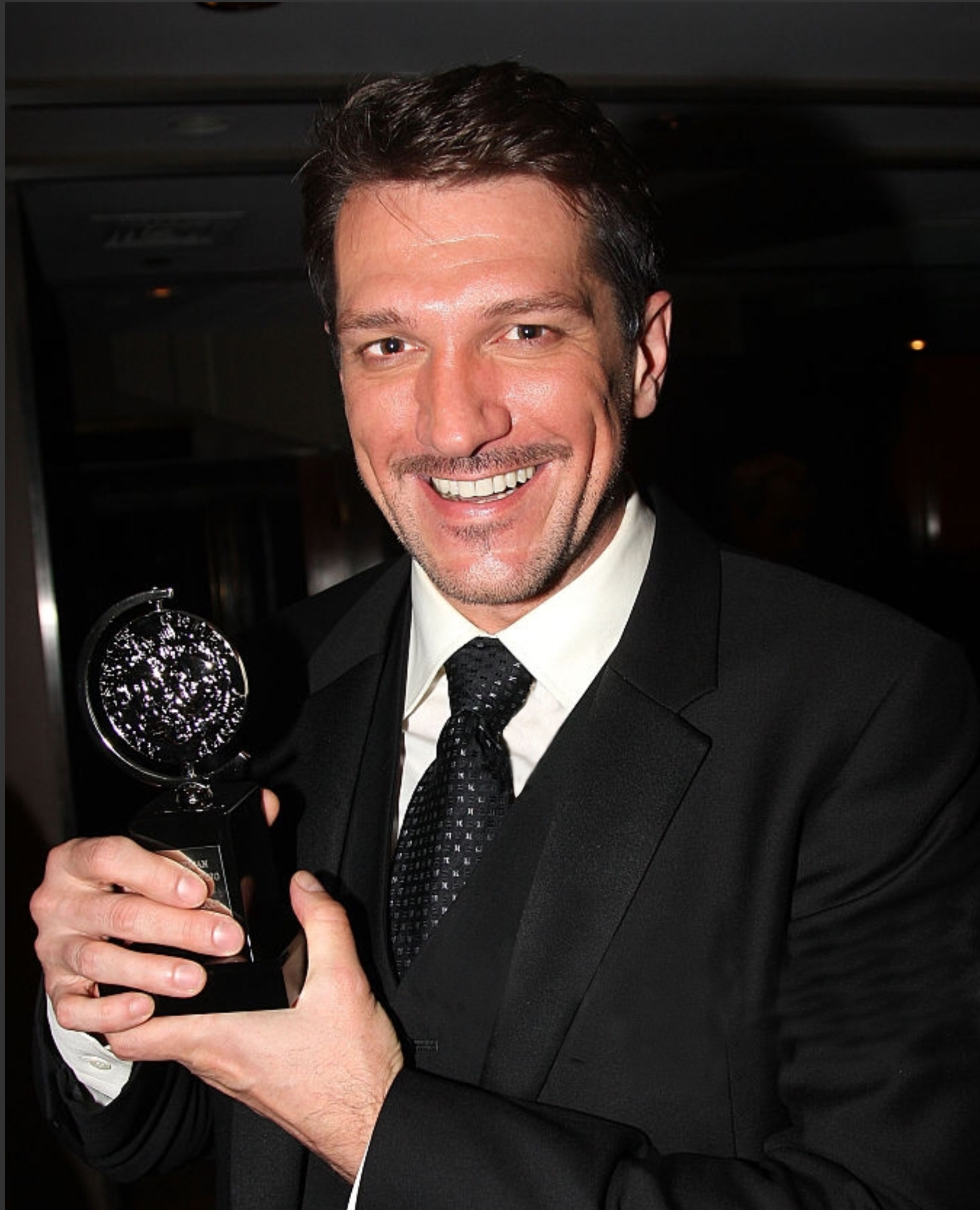

## Prêmios e indicações
Prêmios
- 2000: Prêmio Carlos Gomes:  Melhor performance vocal
- 2008: Outer Critics Circle Award:  Ator de Destaque em Musical - South Pacific
- 2008: Theatre World Award: "Melhor Ator em Musical" -  South Pacific
- 2008: Drama Desk Award:  Melhor Ator  em Musical - South Pacific
- 2008: Tony Award: Melhor Ator em Musical - South Pacific
- 2009:  Prêmio Faz Diferença - O Globo
- 2009:  Medalha Zasłużony Kulturze (Medalha do Mérito Cultural) "Gloria Artis"
- 2014: MAC Award para Best Celebrity Artist

Indicações
- 2008: Drama League Award:  Performance de Destaque - South Pacific
- 2008: Audience Award:  Performance Masculina de Destaque - South Pacific
- 2011: Maria Callas Award - Dallas Opera
- 2012: Laurence Olivier Award: Melhor Ator em Musical - South Pacific

## Produções cênicas
- National Song ans Dance Ensemble Ślask - 1989-1995 - Koszecin, Poland
- Il Barbiere di Siviglia - 1996 - Teatro Paulo Eiró, São Paulo
- Gianni Schicchi - 1997- Sesc Ipiranga,  São Paulo
- La Bohème - 1998 - Teatro Alfa, São Paulo
- Il barbiere di Siviglia - 1997 - Teatro Municipal de Santo André
- Carmen - 1998- Teatro Municipal de São Paulo
- La Boheme - 1998- Teatro Municipal de Sao Paulo
- L'Elisir d'Amore - 1998 - Festival Ópera de Manaus
- Don Giovanni - 1999 - Teatro Alfa Real- São Paulo
- O Barbeiro de Sevilha - 1999 - Teatro São Pedro-SP
- Don Giovanni - 1999- Municipal de São Paulo
- Il barbiere di Siviglia - 1999- Teatro São Pedro de Porto Alegre
- O Guarani - 1999 - Teatro Amazonas
- Carmen - 2000 -Teatro Municipal do Rio de Janeiro
- Cavaleria Rusticana - 2000 - Teatro Alfa Real- São paulo
- I Pagliacci - 2000 - Teatro Alfa Real- São Paulo
- Die Fledermaus - 2000- Teatro Rio de Janeiro
- Cavaleria Rusticana - 2000 - Teatro Municipal de São Paulo
- I Pagliacci - 2000 - Teatro Municipal de Sao Paulo
- Tannhäuser - 2001 - Teatro Municipal do Rio de Janeiro
- Carmen - 2001 - Teatro Alfa- São Paulo
- Carmen - 2001 - Teatro Municipal de São Paulo
- Don Giovanni - 2001- Teatro Amazonas
- La Bohème - 2001 - Teatro Amazonas
- Hänsel und Gretel  -2001- Teatro Municipal de São Paulo
- Manon - 2002 - Teatro Amazonas
- Manon - 2002 - Teatro Alfa - São Paulo
- I Pagliacci- 2002 - Teatro Amazonas
- Hänsel und Gretel  - 2003 - Teatro Municipal de São Paulo
- Cavaleria Rusticana - 2003 - Teatro Amazonas
- Don Pasquale - 2003 - Teatro São Pedro- SP
- Don Pasquale - 2003 - Teatro Municipal de Santo André
- Die lustige Witwe  - 2003 - Porto Alegre
- Carmen - 2003 - New York City Opera
- Don Giovanni - 2003 - Michigan Opera
- Le Nozze di Figaro- 2004 - New York City Opera
- Carmen - 2004 - Palm Beach Opera
- Eugene Onegin - 2004 - Ópera de Marseille
- Orfeo - 2004 -Teatro Sérgio Cardoso
- L'elisir d'Amore - 2005 - New York City Opera
- Rita - 2005 - Festival de Campos do Jordão
- Dido and Aeneas - 2005 - Ópera de Marseille
- Don Giovanni - 2005- Ópera de Toulon
- Don Giovanni - 2005 - Ópera de Bordeaux
- Così fan tutte - 2006 - Ópera de Marseille
- Maria Golovin - 2006 - Opera de Marseille
- Così fan Tutte - 2007 - Ópera de Nice
- Le Nozze di Figaro - 2007 - Boston
- Maria Golovin - Festival  de Ópera de Spoleto - Itália
- Le Portrait de Manon - 2007 - Liceo de Barcelona
- Le Nozze di Figaro - 2007 - Vlaamse Opera - Antuérpia
- Le Nozze di Figaro - 2008 - Vlaamse Opera - Ghent
- South Pacific - 2008-Lincoln Center Theater- New York
- Die lustige Witwe - 2008 - Ópera de Marseille
- South Pacific - 2009- Lincoln Center Theater - New York
- O Nariz - 2010 - Metropolitan Opera New York
- South Pacific - 2010 - Lincoln Center Theater - New York
- Carmen - 2011 - Metropolitan Opera New York
- Così fan Tutte - 2011-Opera Garnier de Paris
- South Pacific - 2011 - Barbican - London
- Carmen - 2011 - San Francisco Opera
- South Pacific - 2011 - Oxford
- Manon - 2012 - Metropolitan Opera House New York
- Le Nozze di Figaro - 2012 - Aix-En-Provence
- Don Giovanni - 2012 - Washington
- O Nariz - 2013 - Opera di Roma
- Um coração de cachorro - 2013 - Teatro Alla Scala
- O Nariz - 2013 - The Metropolitan Opera
- Die Fledermaus - 2013/2014 - The Metropolitan Opera
- Eugene Onegin - 2014 - Opera Australia - Melbourne
- Candide — 2014 — Sala São Paulo - OSESP
- The  Death of Klinghoffer – 2014 – Metropolitan OperA
- Le Nozze di Figaro – 2014 - Théâtre National de Bahreïn / Aix-en-Provence
- Manon Lescaut - Teatro Municipal de Sao Paulo - Lescaut - 2015
- Die Fledermaus - The Metropolitan Opera - 2015/2016 - Falke
- Madama Butterfly - Opera de Marseille - 2016 - Sharpless
- Romeo et Juliette - Palacio das Artes - 2016 - Mercutio
- My Fair Lady - Teatro Santander - 2016 - Henry Higgins
- Così fan tutte - "Don Alfonso" - 2017 - Palais Garnier Opéra National de Paris
- The New Prince - 2017 - Dutch Opera - Hamilton/Clinton/Nixon - Amsterdam - Nederlands
- Carmen - Bayerische Staatsoper - Munich - Escamillo - 2017 - Germany
- Evita - Shakespeare Festival - Pennsylvania - Juan Peron - 2017 - USA
- Street Scene - Teatro Real - Madri - 2018 - Frank Maurant
- La Traviata - Palacio das Artes - BH - 2018 - Giorgio Germont
- La Traviata - Teatro Municipal de Sao Paulo - 2018 - G. Germont
- Mass - Leonard Bernstein - South Bank Centre - 2018 - Celebrant - London
- Mass - Leonard Bernstein - Ravinia Festival - 2018 - Celebrant - USA
- Evita - A. L. Webber - Opera Australia - Sydney and Melbourne - 2018/2019 - Juan Peron
- Merry Widow - Franz Lehar - Opera di Roma - 2019 - Danilo
- Mass - Leonard Bernstein - Ravinia Festival - 2019 - Celebrant - USA
- Madama Butterfly - Puccini - Metropolitan Opera - New York - 2019 - Sharpless
- Chicago on Broadway - Ambassador Theater - New York - 2020 and 2021 - Billy Flynn
- Street Scene - Opera de Monte Carlo - 2020 - Frank
- Chicago - Teatro Santander - São Paulo - 2022 - Billy Flynn
- La boheme - Puerto Rico - 2022 - Marcello
- & Juliet - Princess of Wales Theatre - Toronto - 2022 - Lance
- & Juliet - Sondheim Theater - Broadway - 2023-present - Lance
- Simon Boccanegra - Amazon Opera Festival - 2024 - Simon Boccanegra
- Cosi fan tutte - Opera de Paris - 2024 - Don Alfonso
- & Juliet - Sondheim Theater - Broadway - 2024 - Lance
- South Pacific in Concert - Lincoln Centre - 2024 - Émile de Becque
- Otello - Puerto Rico Symphony / Culturarte - 2025 - Iago
- Carmen - Detroit Symphony Orchestra - 2025 - Escamillo